# Toninho Andrade
José Antônio Rabelo de Andrade, mais conhecido como Toninho Andrade (Rio de Janeiro, 1 de Janeiro de 1964), é um treinador do futebol brasileiro, com destaque em times de menor expressão do futebol nacional, em especial no estado do Rio de Janeiro. Atualmente está no Portuguesa-Rj.

## Carreira
Em 2003, Toninho vence o módulo extra do campeonato carioca - equivalente à segunda divisão - com a Portuguesa, ascendendo o time à Série A do Carioca.
Em seguida, treina, entre outros, o Macaé na Segunda Divisão do Carioca de 2006, o Olaria, e o Ituano na Série B do Brasileiro de 2007.
Em 2008, é chamado para tentar tirar o Americano (na sua terceira passagem pelo time) do rebaixamento do Carioca de 2008: são três vitórias e três derrotas em seis jogos, o suficiente para conquistar o objetivo e deixar o time em décimo-terceiro. No mesmo ano é vice-campeão da Copa Rio com o alvi-negro campista, classificando-o para a Copa do Brasil.
Em 2009, volta ao time de Campos durante a Taça Guanabara, na qual vence o Troféu Moisés Matthias de Andrade (torneio destinado aos terceiro e quarto colocados de cada grupo, paralelo às semifinais e final). Termina o Carioca de 2009 na décima colocação. Continua para a disputa a Copa do Brasil de 2009 e chega às oitavas-de-final numa campanha surpreendente, eliminando os tradicionais Santa Cruz e Botafogo, até ser desclassificado pela Ponte Preta. Neste ínterim, também treina a equipe nas três rodadas iniciais da Copa Rio 2009.
Desclassificado da Copa do Brasil, trasfere-se para o Macaé (segunda vez dirigindo o clube) para a conclusão da Copa Rio (cai na penúltima fase), na qual prepara o time para a primeira edição da Série D. Tem grande sucesso na empreitada: conquista o vice-campeonato e leva o time macaense de volta à Série C.
Em 2010 continua no time alvi-anil para a disputa do Carioca de 2010. Porém, após uma péssima sequência no time, é demitido. Imediatamente retorna ao Americano para nova tentativa de salvar o time alvi-negro do rebaixamento no mesmo Campeonato: com três vitórias (incluindo uma sobre o Vasco em São Januário), dois empates e apenas uma derrota, salva o time da queda, mantendo o "Cano" como único do Rio de Janeiro - além dos "quatro grandes" - a nunca ter caído no Estadual, classificando-o na décima-segunda posição geral. É contratado pelo capixaba Rio Branco para a disputa da Série D de 2010, mas acaba eliminado na segunda fase. Comanda os capixabas também na Copa Espírito Santo 2010 até a eliminação nas quartas-de-final.
Apesar de ter sido contratado pelo Americano para a disputa do Campeonato Carioca de 2011 com antecedência, o bom desempenho do treinador no Rio Branco fez com que a diretoria do time capixaba o mantivesse para 2011. Porém, no fim de janeiro, após uma derrota para o Vitória, no clássico local, o técnico pediu demissão. De lá, enfim assume o Americano, onde fica por pouco mais de um mês, quando decide retornar ao Rio Branco.
Tendo feito apenas um jogo à frente do Capa-Preta do Espírito Santo, sai em definitivo, desta vez para assumir o Macaé a quatro rodadas do fim do Carioca. Consegue o objetivo de livrar o time do rebaixamento no Estadual de 2011, encerrado na décima-quarta posição geral. Apesar de ter tido tempo na preparação para a Série C, não repetiu o sucesso da Série D de 2009, e o time precisou de um verdadeiro milagre para não ser rebaixado.
Em 2012, Toninho Andrade manteve-se no Macaé e, com mais tempo de preparação, conquistou melhores resultados: o 7º lugar no Carioca foi sua melhor campanha na Série A. Já na Série C conquistou o 1º lugar em seu grupo, mas parou nas quartas-de-final frente ao Paysandu, o que impediu o acesso à Série B.
Continuou no Macaé em 2013, mas não renovou o contrato após a disputa do Carioca, no qual fez uma mediana campanha. Foi contratado pela Cabofriense para disputar a Série B do Carioca, e mesmo tendo assumido a equipe de Cabo Frio na metade do torneio, venceu o 2º turno (Taça Corcovado) e sagrou-se campeão da Segunda Divisão Estadual.
Em 2014, Toninho Andrade foi contratado rapidamente, pelo Volta Redonda em substituição a Tarcísio Pugliese, que preferiu acertar com o Icasa. Na noite de 6 de Novembro de 2014, a diretoria do Volta Redonda anunciou o desligamento do treinador Toninho Andrade do clube, Toninho esteve à frente da equipe carioca em 25 jogos, obtendo dez vitórias, sete empates e oito derrotas.
Em 15 de Dezembro de 2014 Toninho acertou sua ida para o Madureira, para acerta com o Madureira, Toninho Andrade precisou rejeitar duas propostas que recebeu do futebol do Espírito Santo - entre elas, do Rio Branco, com quem já foi campeão do Capixaba. No dia 31 de agosto de 2015, Toninho foi demitido do comando do Madureira, após a goleada que o time carioca sofreu perante o Juventude por 5 a 0. Toninho surpreendeu no comando do Madureira no estadual de 2015,ao todo de sua passagem pelo time foram 32 jogos que Toninho comandou a equipe carioca sendo: 11 vitórias, 12 empates e 9 derrotas.
Em 9 de novembro de 2015, Toninho acertou com o Macaé, Toninho terá uma difícil missão de livrar a equipe carioca da zona de rebaixamento do Campeonato Brasileiro de Futebol - Série B. Se desligou do Macaé em março de 2016, ele comandou a equipe em 12 jogos, 2 vitórias, 3 empates e 7 derrotas, ficando com um aproveitamento de 25 %.
Após aproximadamente 4 meses sem clube, Toninho Andrade acertou com o Resende Futebol Clube, outra equipe carioca, a equipe iria disputar a Copa Rio de 2016. Toninho conseguiu guiar a equipe até as semi-finais da Copa Rio de 2016, no mês de outubro o Resende anunciou que Toninho não renovaria com a equipe para 2017.
Toninho Andrade assumiu o Macaé pela sexta vez, ele tem como objetivo recuperar a equipe carioca no estadual de 2017. Com um mau campeonato Carioca feito pelo Macaé, a diretoria da equipe resolveu modificar o comando técnico novamente, demitindo Toninho Andrade, o clube não consegui ganhar nenhuma partida no estadual
Em 15 de janeiro de 2018, o Bonsucesso resolveu trocar de técnico para ajuda-lo na luta contra o rebaixamento, Toninho Andrade é o novo comandante do clube.

## Títulos
- Campeonato Carioca - Série B: 2 (2003 e 2013).
- Taça Corcovado: 1 (2013).
- Troféu Moisés Mathias de Andrade: 1 (2009).
- Taça Rio: 1 (2015).

### Outras campanhas destacadas
- Vice-campeonato da Série D do Campeonato Brasileiro: 1 (2009).
- Vice-campeonato da Copa Rio: 1 (2008).

## Histórico em competições
- Negritos indicam os títulos.
- Só são consideradas no histórico as campanhas caso o técnico tenha terminado a competição por aquele clube.

     Acesso à divisão superior.
     Rebaixado à divisão inferior.

### Futebol Nacional
| Campeonato Brasileiro |         |            |      |
| Ano                   | Divisão | Time       | Pos. |
| 2007                  | Série B | Ituano     |      |
| 2009                  | Série D | Macaé      | 2º   |
| 2010                  | Série D | Rio Branco | 18º  |
| 2011                  | Série C | Macaé      | 14º  |
| 2012                  | Série C | Macaé      | 7º   |
| 2015                  | Série B | Macaé      | 17º  |

| Copa do Brasil |           |      |
| Ano            | Time      | Pos. |
| 2009           | Americano | 12º  |

### Futebol Carioca
| Campeonato Carioca - Série A |           |      |
| Ano                          | Time      | Pos. |
| 2008                         | Americano | 13º  |
| 2009                         | Americano | 10º  |
| 2010                         | Americano | 12º  |
| 2011                         | Macaé     | 14º  |
| 2012                         | Macaé     | 7º   |
| 2013                         | Macaé     | 12º  |

| Copa Rio |           |      |
| Ano      | Time      | Pos. |
| 2008     | Americano | 2º   |
| 2009     | Macaé     | 5º   |
| 2011     | Macaé     | 3º   |
| 2012     | Macaé     | 10º  |

| Campeonato Carioca - Série B |             |      |
| Ano                          | Time        | Pos. |
| 2003                         | Portuguesa  | 1º   |
| 2013                         | Cabofriense | 1º   |

### Futebol Capixaba
| Copa Espírito Santo |            |      |
| Ano                 | Time       | Pos. |
| 2010                | Rio Branco | 6º   |